# Supply-Chain-Engineering
Der Ausdruck Supply-Chain-Engineering (SCE) beschreibt eine Methode zur konzeptionellen Ausgestaltung und Realisierung von logistischen und produktionsorientierten Lieferketten (Supply-Chains) innerhalb eines Unternehmens und über Unternehmensgrenzen hinweg. Dabei werden nicht nur einzelne Elemente einer Lieferkette betrachtet, sondern alle notwendigen Prozesse ganzheitlich berücksichtigt. Wesentlich für diesen Ansatz ist vor allem seine integrierte Sichtweise im Hinblick auf die Teilbereiche Strategie, Technik und Informationstechnologie (IT). Die ingenieurwissenschaftliche Prägung dieses Ansatzes findet ihren Ausdruck nicht nur inhaltlich, sondern auch in seiner Namensgebung.
Zum Begriff des Supply-Chain-Engineering sind aufgrund seines jungen Alters bisher nur sehr wenige Standardwerke erschienen. Nachfolgende Begriffserklärung bezieht sich vor allem auf das im Juli 2010 erschienene Grundlagenbuch „Supply Chain Engineering – Methodik integrierter Planung in der Logistik“ herausgegeben von Dr. Joachim Miebach und Dominik Bühring, welches SCE als eigenständige und übergreifende Methode bei der Ausgestaltung von Lieferketten definiert.

## Grundlagen und Definition
Die Methode des SCE bewegt sich entlang der klassischen Definition einer wertschöpfenden Lieferkette innerhalb von und zwischen Unternehmen und Märkten. Dabei gestaltet SCE die Netzwerkstrukturen, Prozesse und Einrichtungen entlang der Lieferkette so, dass Strategie, Technik und IT nicht getrennt voneinander betrachtet werden, sondern in allen Planungsschritten gleichermaßen und integriert Beachtung finden. Lösungswege zur Gestaltung von Lieferketten mit dem SCE-Ansatz gelten deshalb als ganzheitlich und sind stets ingenieurwissenschaftlich geprägt. Dabei konzentrieren sich alle Maßnahmen im Rahmen eines SCE-Prozesses auf eine möglichst ideale Lieferkettenkonstruktion unter Einbezug der Kostenoptimierung, des richtigen Einsatzes von Technik und IT und der Schulung und Integration der Mitarbeiter, sowohl in Produktionsstätten wie auch in rein logistischen Einrichtungen.
Für den deutschsprachigen Raum ist dieser Ansatz u. a. von Dr. Miebach definiert worden. Das im Juli 2010 im Gabler-Verlag erschienene Werk „Supply Chain Engineering – Die Methoden integrierter Planung in der Logistik“ stellt bisher das einzige Werk dar, welches SCE als ganzheitliche und fest definierte Methode beschreibt. Den Herausgebern zufolge hat die Erfahrung gezeigt, dass weder der von Strategieberatern geprägte Top-Down-Ansatz, noch der Bottom-Up-Ansatz der meisten Ingenieurbüros als singuläre Sichtweisen zu zufriedenstellenden Ergebnissen bei der möglichst optimalen Gestaltung von Lieferketten führt.
Ebenfalls beschäftigt mit dem Begriff des SCE haben sich die französischen Autoren Alexandre Dolgui und Jean Marie Proth in ihrem Buch „Supply Chain Engineering – Useful Methods and Techniques“ (Springer-Verlag London Limited, 2010). Dabei begreifen die Autoren SCE allerdings nicht als eigenständige Methode, sondern subsumieren unter diesen Begriff verschiedene Einzelelemente der Planung und Realisierung von Lieferketten. Ihr Fokus liegt dabei mehr auf Produktionsprozessen, weniger auf einer ganzheitlichen Betrachtung von Supply-Chains.
Ein weiterer Treiber des Begriffes ist die Abteilung „Supply Chain Engineering“ des Fraunhofer Institutes. Dabei versteht das Fraunhofer-Institut SCE allerdings eher als Namensgeber. Die Methodik dieser Abteilung arbeitet nach wie vor mit der engeren Begrifflichkeit Supply-Chain-Management.

## Abgrenzung zum Supply-Chain-Management (SCM)
Der SCE-Ansatz wie er von Dr. Miebach definiert wurde, sieht sich als vorgelagerte Instanz und Grundlage für ein effizientes und effektives Supply-Chain-Management. Während SCM sich nach einer Definition des Council of Supply Chain Management Professionals (CSCMP) eher als strategisch-operatives Steuerungsinstrument bereits installierter Lieferketten sieht, setzt der SCE-Ansatz bei der grundlegenden, oftmals auch erstmaligen Ausgestaltung oder Optimierung von Lieferketten an und integriert in der Folge das Supply-Chain-Management als Subsystem zur Lieferkettensteuerung.
Gemeinsame Ziele wie die Koordination und Integration von Abläufen entlang einer Supply-Chain mit Blick auf funktionsübergreifende Geschäftsprozesse und eine wertschöpfende Betrachtungsweise sind daher auch inhärenter Zielbestandteil des SCE.

## SCE – Top-Down und Bottom-Up
Die grundsätzliche Annahme des miebach’schen SCE-Konzeptes fußt auf der Erkenntnis, dass weder der so genannte Top-Down-Ansatz, noch der Bottom-Up-Ansatz als singuläre Methoden zufriedenstellende Ergebnisse bei der Gestaltung von Lieferketten abbilden können.
Der strategische Top-Down-Ansatz denkt zunächst über Netzwerke, Strategien, Belieferungsrhythmen und andere betriebswirtschaftliche Größen nach. Darauf aufbauend entsteht ein Best-Practice-Szenario, welches schließlich von oben nach unten grundlegende Organisationsstrukturen und Prozesse, aber auch alle Einrichtungen und technischen Einzelheiten vordefiniert. Typisch ist dieser Ansatz vor allem für Strategie-Beratungshäuser.
Bei der technikorientierten Bottom-Up-Methode, die häufig von Ingenieurbüros und Betriebsplanern eingesetzt wird, werden Kosten- und Qualitätsprobleme entlang der Lieferkette fast ausschließlich technisch betrachtet. Dies resultiert schließlich in Vorschlägen für Installationen, Lagertechniken und Verwaltungsorganisationen. Eine Abstimmung mit dem strategischen Gesamtüberblick erfolgt in vielen Fällen danach oder gar nicht.
Dem SCE-Ansatz zufolge kann eine optimale Lieferkette nur dann zum Geschäftserfolg eines Unternehmens beitragen, wenn ihr Aufbau von Grund auf sowohl aus strategischer wie auch aus technischer Hinsicht ganzheitlich konzipiert wird. Dabei hat die Lieferkette ebenso Definitionshoheit über betriebswirtschaftliche Größen wie die im Unternehmen gebundene Liquidität (Warenbestände), Kundenzufriedenheit (Liefertreue), Investitionen in Anlagen und EDV-Systeme, wie über technik- und prozessabhängige Größen, so zum Beispiel Kosten für Personal und Transport oder die Qualität der Belieferung. Die einzelnen Elemente einer Lieferkette beeinflussen sich demnach gegenseitig und können nicht voneinander getrennt werden.

## Methodische Denkansätze des SCE
Die Methodik des SCE gliedert sich in fünf verschiedene Teilbereiche eines Planungszyklus:
- Key-Performance-Indikatoren (KPI) als Zielgrößen
- Netzwerkstrategie
- Prozessplanung
- Technik und Betrieb
- Optimierung des Gesamtsystems

Grundsätzlich ist eine Auswertung des jeweiligen Ist-Zustandes einer Lieferkette notwendig, genauso wie die Entwicklung verschiedener Szenarien anhand von quantifizierten Rechenmodellen. Als Grundlage einer Konzeption nach dieser Methode werden keine groben Benchmark-Tabellen verwendet, sondern auf die jeweilige Situation und den jeweiligen Standort abgestimmte Daten.
Dabei geht der SCE-Ansatz davon aus, dass es kein Rechenmodell gibt, welches anhand aller denkbaren Netzwerkstrategien, Prozesse und Techniken die ideale Lösung eines Falles automatisch generiert, weil der Aufwand dafür zu groß wäre.
Entlang der Planungszyklen werden schließlich schrittweise ungünstige Lösungen ausgeschlossen, andere jedoch weiter präzisiert und die zielgeführte Optimierung dann laufend quantifiziert hinterfragt.
Wichtige Werkzeuge des SCE sind dabei Knowledge-Management-Datenbanken, Simulationen und Emulationen, EDV-Tools für die Detailberechnungen, Umsetzungserfahrungen in Programm- und Projektmanagement sowie nicht zuletzt die Motivation und Erfahrung eingesetzter Fachexperten.

## Der Planungszyklus

### I. Key-Performance-Indikatoren als Zielgrößen
Für die Gestaltung von Logistiknetzen aus Sicht des SCE gilt: Was sich nicht messen lässt, lässt sich auch nicht gestalten. Deshalb müssen alle Anforderungen an eine Lieferkette in Form von so genannten Key-Performance-Indikatoren als betriebswirtschaftliche Schüsselgrößen quantifiziert werden. Zurückblickend auf die Integration von Top-Down- und Bottom-Up-Ansatz fließen „von oben“ die Firmenstrategie mit Einkaufs-, Produktions- und Distributionsstrategie in das System ein, während „von unten“ Leistungs- und Kostendaten vorgegeben werden. Diese beziehen sich beispielsweise auf zu erreichende Durchlaufzeiten oder Retourenmengen.
Die begrenzende Festlegung einzelner Kostenarten wird an dieser Stelle noch nicht durchgeführt, da sich beispielsweise durch die Verschiebung von Lager- und Transportkosten notwendige Veränderungen ergeben können.

### II. Netzwerkstrategie
Dieser Teil des SCE-Planungszyklus befasst sich mit Standorten, Produktionsnetzwerken, Kooperationen und Lieferanten sowie der Frage nach dem Zentralisierungs- und Spezialisierungsgrad und weiteren Einflüssen auf die Struktur eines Netzwerkes.
Hier werden neue Ansätze aus mehreren Standort-Optionen gebildet und die alternativen Strategien quantifiziert sowie mit den festgelegten Ziel-KPI abgeglichen. Dies erfolgt beispielsweise durch die Simulation von Warenströmen.

### III. Prozesseplanung
Innerhalb dieses Schrittes werden zunächst Prozesse betrachtet, die auf Unternehmensebene ablaufen. Abgebildet sind diese Prozesse im Enterprise-Ressource-Planning-System (ERP-System). Dabei handelt es sich im Einzelnen um die Bedarfs- und Ressourcenplanung, Losgrößenbildung und Einlastungsplanung, die Strategie des Nachschubs entlang der Lagerstufen im Push- oder Pull-Verfahren, die Bestandsplanung und die generelle Software-Architektur.
Auch auf dieser Ebene ist eine Quantifizierung der einzelnen Prozesse notwendig, um zu einer möglichst idealen Lösung zu gelangen. Der Einsatz von Simulationen für die Entscheidungsfindung ist auch in der Prozessplanung ein adäquates Instrument.

### IV. Techniken und Betriebsabläufe
Im nächsten Schritt des Planungszyklus werden Prozesse und Systeme auf der operativen Ebene betrachtet. Hierzu gehören Förder- und Lagersysteme, Systeme zur Kommissionierung und Verpackung, Ladehilfsmittel, Lagerverwaltungssysteme, Tourenplanung, Personaleinsatzplanung und Sicherheitsfragen.
Da Hersteller zumeist nur Daten für eigene Lösungen anbieten, erfordert die SCE-Methodik auch an dieser Stelle eine weiterführende Quantifizierung möglicher Alternativen. Zurückgegriffen wird meist auf möglichst viele Vergleichsprojekte, die am besten in Form von Datenbanken aufbereitet sind. Bereits gesammelte Erfahrungswerte müssen abfragbar sein. Ebenfalls verfügbar sein müssen Leistungsdaten wie Spielzeiten, Pickleistungen, Fehlerquoten oder Transportleistungen.

### V. Optimierung des Gesamtsystems
Den fünften und letzten Schritt des SCE-Planungszyklus bildet die Optimierung des Gesamtsystems. Das über die vorangegangenen drei Stufen erarbeitete Gesamtsystem wird hier dem KPI-System aus Schritt 1 des Planungszyklus gegenübergestellt. Dabei wird abgefragt, ob das geplante System den Anforderungen entspricht, diese möglicherweise sogar übertrifft oder ob die gefundene Alternative noch einmal überarbeitet werden muss, bevor das geplante Supply-Chain-System in die Ausführung gehen kann.
Gründe für einen erneuten Durchlauf des Planungszyklus können überraschende Abweichungen, Risikofaktoren, noch nicht genügend belastbare Quantifizierungen oder die Abweichung von Benchmarks oder Toleranzen sein, die erst während des ersten Durchlaufes aufgedeckt werden konnten.
Des Weiteren wird in diesem Schritt die Robustheit der gewählten Alternative hinterfragt und entlang sich verändernder Faktoren am Produkt oder im Markt auf Effizienz geprüft.
Diese Methodik kann letztendlich aber auch darin resultieren, dass die gesetzten Zielvorgaben möglicherweise zu ehrgeizig waren.